# TPG Capital
TPG Capital, anteriormente conocida como Texas Pacific Group es una empresa de capital riesgo fundada en 1993 por David Bonderman, James Coulter y William S. Price con sedes en Fort Worth (Texas), San Francisco y Londres. La empresa recibe su nombre de una antigua empresa ferroviaria.

## Participaciones en los Estados Unidos
(Datos de 2006)
- Denbury Resources Inc. (petróleo y materias primas)
- J. Crew Group, Inc. (textil), Nueva York
- Metro-Goldwyn-Mayer Inc. (MGM) und MGM Pictures (ocio y entretenimiento)
- Seagate Technology (medios de almacenaje electrónicos)
- ON Semiconductor (electrónica)
- Burger King (cadena de comida rápida)
- PETCO (alimentación para animales)
- Continental Airlines (aerolínea)
- America West (aerolínea), USA
- IMS Health (investigación de mercado), USA
- Aleris (reciclaje de aluminio, metalurgia)
- Armstrong World Industries (materiales de construcción)
- Alltel (junto con Goldman Sachs), USA[2]
- Avaya (telecomunicaciones), junto con Silver Lake Partners[3]
- McAfee (Seguridad Informática), junto con Intel Corporation[4]

## Participaciones fuera de los Estados Unidos
(Datos de diciembre de 2010)
- mey icki sanayii ticaret AS (tabaco, bebidas y sal), Turquía
- Grohe (equipamiento de baños), Alemania
- Gemalto (IT), Países Bajos
- TDF (comunicaciones), Francia
- Lenta (alimentación), Rusia
- The Vita Group (materiales), Reino Unido
- Strauss-Group (alimentación), Israel
- Servihabitat (Caixabank)((La Caixa))
- Cirque du Soleil (Circo del Sol) (producción teatral)